# Welsh Cup 2024-2025
La Coppa del Galles 2024-2025 è stata la 137ª edizione della coppa nazionale del Galles, iniziata il 26 luglio 2024 e terminata il 4 maggio 2025. La squadra vincente ottiene la qualificazione per la UEFA Conference League 2025-2026.
Il Connah's Q.N. è la squadra campione in carica. La competizione è stata vinta dal The New Saints, alla sua decima coppa nazionale.

## Primo turno preliminare
Al primo turno preliminare partecipano le squadre del terzo livello del campionato gallese. Il sorteggio si è tenuto il 4 luglio 2024.

### Zona nord
| Squadra 1              | Risultato       | Squadra 2           |
| ---------------------- | --------------- | ------------------- |
| Holyhead Town          | 0 – 2           | Bontnewydd          |
| Castell Alun Colts     | 2 – 2 (4-5 dtr) | Blaenau Ffestiniog  |
| Berriew                | 4 – 0           | Plas Madoc          |
| Y Felinheli            | 6 – 0           | Greenfield          |
| Llanrug United         | 3 – 4           | Connah's Quay Town  |
| Cerrigydrudion         | 3 – 1           | Pentraeth           |
| Prestatyn Sports       | 1 – 3           | Glan Conwy          |
| Llandrindod Wells      | 5 – 0           | Mountain Rangers    |
| Lex XI                 | 2 – 3           | Corwen              |
| Llansantffraid Village | 3 – 2           | Y Glannau           |
| Kinmel Bay             | 6 – 0           | Llandyrnog United   |
| Amlwch Town            | 3 – 1           | Bethesda Rovers     |
| Llanuwchllyn           | 5 – 1           | Forden United       |
| Rhostyllen             | 5 – 2           | Four Crosses        |
| Cemaes Bay             | 3 – 2           | Bow Street          |
| Montgomery Town        | 2 – 1           | Abermule            |
| Gronant                | 1 – 1 (3-5 dtr) | Llanystumdwy        |
| Llangollen Town        | 6 – 0           | Holywell Town       |
| Rhyl                   | 9 – 0           | Llandudno Swifts    |
| Queens Park            | 3 – 0           | Nantlle Vale        |
| Llanfair United        | 3 – 3 (3-5 dtr) | Gaerwen             |
| Llanerchymedd          | 1 – 3           | Llansannan          |
| Bow                    | 1 – 1 (5-4 dtr) | Dolgellau AA        |
| Rhuddian Town          | 1 – 3           | Penyffordd Lions    |
| Llanfairfechan Town    | 0 – 0 (4-3 dtr) | Llanfairpwll FC     |
| Kerry                  | 1 – 3           | Pwllheli            |
| Rhos United            | 0 – 4           | Llanrwst United     |
| Llannefydd             | 4 – 1           | Llanilar            |
| Brymbo                 | 3 – 6           | Bethesda Athletic   |
| Rhydymwyn              | 4 – 3           | Rhyl Albion         |
| Caerwys                | –               | Llandudno Amateurs  |
| Barmouth & Dyffryn     | 1 – 1 (4-5 dtr) | Penmaenmawr Phoenix |
| Penrhyndeudraeth       | 1 – 0           | Llanidloes Town     |
| Felinfach              | 1 – 3           | Chirk A.A.A.        |
| Holyhead Hotspur       | 10 – 0          | Valley              |
| Llanberis              | 3 – 3 (7-6 dtr) | Sychdyn United      |
| Trearddur Bay          | 4 – 0           | Waterloo Rovers     |
| Conwy Borough          | 3 – 2           | Meliden             |
| Rhos Aelwyd            | 2 – 2 (4-3 dtr) | Gwalchmai           |
| Glantraeth             | 0 – 2           | Penycae             |
| Llangoed               | 0 – 4           | Llangefni Town      |
| Knighton Town          | 0 – 4           | Cefn Albion         |
| St. Asaph              | 4 – 0           | Cefni               |
| Caergybi               | 0 – 3           | NFA                 |
| Menai Bridge Tigers    | –               | Penparcau           |
| Llysfaen               | 1 – 5           | Talysarn Celts      |
| Cei Connah             | 3 – 5           | Henllan             |
| Mynydd Isa             | 0 – 6           | Brickfield Rangers  |
| Saltney Town           | 0 – 2           | Llanrhaeadr         |
| Bodedern               | 3 – 2           | Mochdre Sports      |
| Nefyn United           | 4 – 2           | Welshpool Town      |
| Bro Cernyw             | 3 – 2           | Machynlleth         |
| Carno                  | 2 – 1           | Radnor Valley       |

### Zona sud
| Squadra 1              | Risultato       | Squadra 2               |
| ---------------------- | --------------- | ----------------------- |
| AFC Bargoed            | 2 – 1           | PILCS                   |
| Morriston Town         | 4 – 1           | Clase Social            |
| Undy Athletic          | 1 – 5           | Penlan                  |
| Abergavenny Town       | 3 – 5           | Treherbert              |
| Clydach Wasps          | 3 – 4           | Cardiff Bay Warriors    |
| AFC Pontymister        | 0 – 5           | Bettws                  |
| Aber Valley            | 2 – 1           | Canton Rangers          |
| Carn Rovers            | 0 – 7           | Pantyscallog Village    |
| Ynystawe Athletic      | 3 – 3 (7-8 dtr) | Seaside                 |
| Porthcawl              | 1 – 2           | Pencoed Athletic        |
| Nelson Cavaliers       | 2 – 3           | West End                |
| Marshfield             | 2 – 4           | Risca Utd               |
| Ton Pentre             | 0 – 3           | Ely Rangers             |
| Treforest              | 2 – 1           | CK Swiss Valley         |
| Tonyrefail             | 1 – 3           | Cwmamman Utd            |
| Cardiff Airport        | 5 – 0           | Llangennech             |
| Ynyshir Albions        | 1 – 2           | Cardiff Draconians      |
| Giants Grave           | 2 – 4           | St Josephs              |
| Nantyglo               | 2 – 3           | Bryn Rovers             |
| Pentwynmawr Athletic   | 1 – 6           | Croesyceiliog           |
| Lliswerry              | 1 – 2           | Monmouth Town           |
| Caerphilly Athletic    | 8 – 1           | St Athan                |
| Blaenavon Blues        | 2 – 2 (5-4 dtr) | Treharris               |
| Cwrt y Vil             | –               | Cefn Cribwr             |
| Cascade YC             | 5 – 1           | Wattsville              |
| Seven Sisters Onliwyn  | 2 – 0           | Risca Town              |
| Caldicot Town          | 5 – 1           | Blaen-y-maes            |
| Sifil                  | 2 – 4           | Newport Corinthians     |
| Abertillery Excelsiors | 0 – 3           | Penydarren BGC          |
| Cwmbach Royal Stars    | 0 – 2           | Goytre                  |
| Tredegar Town          | 2 – 3           | New Inn                 |
| Aberdare Town          | 3 – 1           | Tongwynlais             |
| Llwydcoed              | –               | AFC Penrhiwceiber       |
| Abercarn United        | 1 – 2           | Canton                  |
| Clwb Cymric            | 3 – 0           | Llanrumney United       |
| Ynysygerwn             | 4 – 1           | Pontarddulais Town      |
| Evans & Williams       | 1 – 1 (4-3 dtr) | Llantwit Fardre         |
| Llangeinor             | 5 – 2           | Treowen Stars           |
| Pill                   | 7 – 1           | Garw                    |
| Dinas Powys            | 1 – 4           | Rogerstone              |
| Sully Sports           | 4 – 4 (4-5 dtr) | Cwm Wanderers           |
| South Gower            | 3 – 3 (2-4 dtr) | Cwrt Rawlin             |
| Cardiff Corinthians    | –               | Ferndale BGC            |
| Vale United            | 2 – 3           | Chepstow Town           |
| Cwmaman                | 5 – 1           | Rhydyfelin              |
| Holton Road            | 3 – 0           | Bridgend Street         |
| Cwmcarn Athletic       | 0 – 3           | Newport Saints          |
| Ffostrasol Wanderers   | 4 – 1           | Glynneath Town          |
| Brynna                 | 0 – 6           | Porthcawl Town Athletic |
| Swansea University     | 5 – 1           | AFC Wattstown           |
| Dafen Welfare          | 8 – 1           | Cornelly United         |
| Clydach                | 8 – 3           | Tregaron Turfs          |
| Pontyclun              | 3 – 2           | Penygraig United        |
| Builth Wells           | 1 – 1 (4-2 dtr) | Brecon Corries          |
| Port Talbot Town       | 10 – 3          | Llanrumney Athletic     |

## Secondo turno preliminare
Il sorteggio per il secondo turno preliminare si è tenuto il 31 luglio 2024.

### Zona nord
| Squadra 1           | Risultato       | Squadra 2              |
| ------------------- | --------------- | ---------------------- |
| Rhostyllen          | 2 – 3           | St. Asaph              |
| NFA                 | 3 – 1           | Henllan                |
| Rhyl                | 6 – 0           | Glan Conwy             |
| Queens Park         | 3 – 1           | Blaenau Ffestiniog     |
| Llansannan          | 2 – 2 (5-4 dtr) | Conwy Borough          |
| Llannefydd          | 4 – 2           | Penyffordd Lions       |
| Llanrhaeadr         | 3 – 1           | Llanystumdwy           |
| Llanuwchllyn        | 10 – 0          | Berriew                |
| Montgomery Town     | 1 – 4           | Corwen                 |
| Connah's Quay Town  | 2 – 4           | Brickfield Rangers     |
| Cerrigydrudion      | 3 – 1           | Llansantffraid Village |
| Holyhead Hotspur    | 4 – 2           | Bethesda Athletic      |
| Nefyn United        | 3 – 3 (2-4 dtr) | Menai Bridge Tigers    |
| Talysarn Celts      | 1 – 0           | Llandrindod Wells      |
| Bro Cernyw          | 0 – 3           | Llandudno Amateurs     |
| Amlwch Town         | 0 – 5           | Porthmadog             |
| Kinmel Bay          | 3 – 2           | Bow                    |
| Llangollen Town     | 2 – 0           | Y Felinheli            |
| Trearddur Bay       | 7 – 0           | Llanfairfechan Town    |
| Carno               | 2 – 1           | Penycae                |
| Penmaenmawr Phoenix | 5 – 2           | Pwllheli               |
| Cefn Albion         | 6 – 2           | Penrhyndeudraeth       |
| Llanberis           | 4 – 1           | Bontnewydd             |
| Rhos Aelwyd         | 0 – 2           | Gaerwen                |
| Cemaes Bay          | 0 – 3           | Llanrwst United        |
| Llangefni Town      | 7 – 3           | Chirk A.A.A.           |
| Rhydymwyn           | 3 – 1           | Bodedern               |

### Zona sud
| Squadra 1               | Risultato       | Squadra 2             |
| ----------------------- | --------------- | --------------------- |
| Blaenavon Blues         | 1 – 4           | Cardiff Corinthians   |
| Builth Wells            | 3 – 0           | Cefn Cribwr           |
| Goytre                  | 1 – 1 (4-2 dtr) | Pontyclun             |
| Cardiff Draconians      | 4 – 0           | Bettws                |
| Aberdare Town           | 0 – 1           | Newport Corinthians   |
| Rogerstone              | 5 – 1           | Dafen Welfare         |
| Clwb Cymric             | 2 – 1           | Cwm Wanderers         |
| Monmouth Town           | 1 – 1 (5-4 dtr) | Seven Sisters Onllwyn |
| Ffostrasol Wanderers    | 1 – 2           | Pencoed Athletic      |
| Treherbert              | 3 – 2           | Pantyscallog Village  |
| Morriston Town          | 1 – 0           | Port Talbot Town      |
| Holton Road             | 3 – 6           | Pill                  |
| Ely Rangers             | 5 – 2           | Treforest             |
| St Josephs              | 13 – 0          | AFC Bargoed           |
| Cwmaman                 | 1 – 2           | Cwmamman Utd          |
| Clydach                 | 2 – 2 (1-3 dtr) | West End              |
| New Inn                 | 3 – 2           | Evans & Williams      |
| Abertillery Bluebirds   | 3 – 2           | Cascade YC            |
| Cardiff Bay Warriors    | 7 – 3           | Cwrt Rawlin           |
| Cwmbran Town            | 3 – 0           | Llangeinor            |
| Penlan                  | 2 – 2 (5-6 dtr) | Caldicot Town         |
| Porthcawl Town Athletic | 4 – 1           | Newport Saints        |
| Risca Utd               | 3 – 0           | Seaside               |
| Ynysygerwn              | 4 – 3           | Cardiff Airport       |
| Llwydcoed               | 4 – 2           | Croesyceiliog         |
| Pontardawe Town         | 3 – 4           | Aber Valley           |
| Penydarren BGC          | 5 – 0           | Canton                |
| Bryn Rovers             | 3 – 5           | Chepstow Town         |
| Swansea University      | 1 – 1 (6-5 dtr) | Caerphilly Athletic   |

## Primo turno
Al primo turno prendono parte le 56 vincenti del preliminare e le squadre provenienti dalla seconda serie gallese. Il sorteggio si è tenuto il 28 agosto 2024.

### Zona Nord
| Squadra 1           | Risultato       | Squadra 2           |
| ------------------- | --------------- | ------------------- |
| Corwen              | 0 – 1           | Llay Welfare        |
| Llandudno           | 4 – 0           | Llanberis           |
| Llannefydd          | 1 – 0           | Rhydymwyn           |
| Penrhyncoch         | 2 – 1           | Talysarn Celts      |
| Llandudno Amateurs  | 0 – 4           | Holyhead Hotspur    |
| Buckley Town        | 7 – 2           | Builth Wells        |
| St. Asaph           | 0 – 2           | Llangollen Town     |
| Caersws             | 5 – 0           | Cefn Albion         |
| Carno               | 0 – 4           | Llanrhaeadr         |
| Llanrwst United     | 5 – 1           | Menai Bridge Tigers |
| Gresford Athletic   | 9 – 0           | Prestatyn Town      |
| Kinmel Bay          | 3 – 1           | Brickfield Rangers  |
| Queens Park         | 1 – 6           | Porthmadog          |
| Trearddur Bay       | 2 – 1           | NFA                 |
| Llangefni Town      | 7 – 1           | Gaerwen             |
| Penmaenmawr Phoenix | 1 – 2           | Llanuwchllyn        |
| Rhyl                | 1 – 1 (4-1 dtr) | Flint Mountain      |

### Zona Sud
| Squadra 1             | Risultato       | Squadra 2               |
| --------------------- | --------------- | ----------------------- |
| Cardiff Corinthians   | 4 – 1           | Risca Utd               |
| Chepstow Town         | 0 – 1           | Pill                    |
| St Josephs            | 0 – 3           | Cardiff Draconians      |
| Goytre                | 3 – 1           | Pencoed Athletic        |
| Newport Corinthians   | 1 – 0           | AFC Llwydcoed           |
| Penrhiwceiber Rangers | 3 – 1           | Cwmbran Town            |
| Cardiff Bay Warriors  | 2 – 0           | West End                |
| Taff's Well           | 0 – 1           | Trethomas Bluebirds     |
| Treherbert            | 1 – 1 (3-5 dtr) | Clwb Cymric             |
| Caldicot Town         | 1 – 2           | Morriston Town          |
| New Inn               | 1 – 1 (4-2 dtr) | Abertillery Bluebirds   |
| Aber Valley           | 3 – 1           | Cwmamman Utd            |
| Ynysygerwn            | 1 – 3           | Rogerstone              |
| Penydarren BGC        | 3 – 3 (4-1 dtr) | Porthcawl Town Athletic |
| Monmouth Town         | 2 – 0           | Newport                 |
| Llantwit Major        | 3 – 2           | Ely Rangers             |
| Cwmbran Celtic        | 3 – 4           | Trefelin BGC            |
| Swansea University    | 5 – 1           | Baglan Dragons          |

## Secondo turno
Il sorteggio per il secondo turno si è tenuto il 25 settembre 2024.

### Zona nord
| Squadra 1        | Risultato       | Squadra 2           |
| ---------------- | --------------- | ------------------- |
| Bangor 1876      | 2 – 1           | Llay Welfare        |
| Bala Town        | 3 – 1           | Llanrhaeadr         |
| Llannefydd       | 1 – 2           | Trearddur Bay       |
| Llanrwst United  | 2 – 1           | Cerrigydrudion      |
| Connah's Q.N.    | 5 – 0           | Guilsfield          |
| Denbigh Town     | 4 – 2           | Llangefni Town      |
| The New Saints   | 16 – 0          | Llangollen Town     |
| Porthmadog       | 0 – 2           | Airbus UK Broughton |
| Holywell Town    | 1 – 1 (4-5 dtr) | Ruthin Town         |
| Llanuwchllyn     | 0 – 0 (5-3 dtr) | Newtown             |
| Caersws          | 7 – 4           | Rhyl                |
| Holyhead Hotspur | 0 – 0 (6-5 dtr) | Caernarfon Town     |
| Buckley Town     | 2 – 2 (5-6 dtr) | Colwyn Bay          |
| Penrhyncoch      | 1 – 3           | Mold Alexandra      |
| Flint Town Utd   | 5 – 1           | Gresford Athletic   |
| Llandudno        | 4 – 3           | Kinmel Bay          |

### Zona sud
| Squadra 1             | Risultato       | Squadra 2                       |
| --------------------- | --------------- | ------------------------------- |
| Barry Town Utd        | 3 – 3 (2-4 dtr) | Caerau (Ely)                    |
| Cardiff Bay Warriors  | 2 – 4           | Rogerstone                      |
| Cardiff Corinthians   | 3 – 3 (2-4 dtr) | Afan Lido                       |
| Penybont              | 0 – 1           | Cardiff Metropolitan University |
| Goytre                | 1 – 0           | Cardiff Draconians              |
| Haverfordwest County  | 0 – 0 (5-3 dtr) | Trethomas Bluebirds             |
| Clwb Cymric           | 0 – 3           | Llanelli Town                   |
| Aberystwyth Town      | 0 – 1           | Ammanford                       |
| Penrhiwceiber Rangers | 3 – 4           | Carmarthen Town                 |
| Penydarren            | 2 – 0           | Pontypridd                      |
| Monmouth Town         | 2 – 3           | Pill                            |
| New Inn               | 0 – 3           | Briton Ferry Llansawel          |
| Trefelin BGC          | 5 – 0           | Newport Corinthians             |
| Llantwit Major        | 1 – 1 (5-6 dtr) | Morriston Town                  |
| Aber Valley           | 0 – 2           | Swansea University              |

## Terzo turno
Il sorteggio per il terzo turno si è tenuto il 23 ottobre 2024.
| Squadra 1                       | Risultato        | Squadra 2              |
| ------------------------------- | ---------------- | ---------------------- |
| Cardiff Metropolitan University | 1 – 3            | The New Saints         |
| Caerau (Ely)                    | 8 – 1            | Rogerstone             |
| Trefelin BGC                    | 1 – 2            | Connah's Q.N.          |
| Colwyn Bay                      | 2 – 1            | Ruthin Town            |
| Caersws                         | 2 – 1            | Bangor 1876            |
| Llanrwst United                 | 0 – 3            | Denbigh Town           |
| Penydarren                      | 2 – 2 (3-4 dtr)  | Carmarthen Town        |
| Airbus UK Broughton             | 7 – 1            | Goytre                 |
| Flint Town Utd                  | 2 – 2 (2-4 dtr)  | Bala Town              |
| Ammanford                       | 1 – 1 (9-10 dtr) | Haverfordwest County   |
| Mold Alexandra                  | 2 – 1            | Briton Ferry Llansawel |
| Cambrian United                 | 3 – 2            | Llandudno              |
| Holyhead Hotspur                | 0 – 0 (5-4 dtr)  | Trearddur Bay          |
| Llanuwchllyn                    | 3 – 0            | Swansea University     |
| Llanelli Town                   | 4 – 0            | Pill                   |
| Afan Lido                       | 1 – 1 (6-5 dtr)  | Morriston Town         |

## Ottavi di finale
Il sorteggio per gli ottavi di finale si è tenuto il 20 novembre 2024.
| Squadra 1            | Risultato       | Squadra 2        |
| -------------------- | --------------- | ---------------- |
| Afan Lido            | 0 – 0 (1-3 dtr) | Cambrian United  |
| The New Saints       | 4 – 1           | Colwyn Bay       |
| Haverfordwest County | 0 – 2           | Llanelli Town    |
| Carmarthen Town      | 0 – 0 (4-3 dtr) | Holyhead Hotspur |
| Denbigh Town         | 7 – 1           | Llanuwchllyn     |
| Caerau (Ely)         | 1 – 0           | Bala Town        |
| Airbus UK Broughton  | 2 – 0           | Caersws          |
| Connah's Q.N.        | 1 – 0           | Mold Alexandra   |

## Quarti di finale
Il sorteggio per i quarti di finale si è tenuto il 18 dicembre 2024.
| Squadra 1       | Risultato | Squadra 2           |
| --------------- | --------- | ------------------- |
| Denbigh Town    | 0 – 1     | Llanelli Town       |
| Caerau (Ely)    | 0 – 2     | Connah's Q.N.       |
| The New Saints  | 5 – 0     | Airbus UK Broughton |
| Cambrian United | 3 – 1     | Carmarthen Town     |

## Semifinali
Il sorteggio per le semifinali si è tenuto il 19 febbraio 2025.
| Squadra 1       | Risultato | Squadra 2      |
| --------------- | --------- | -------------- |
| Cambrian United | 0 – 5     | The New Saints |
| Connah's Q.N.   | 2 – 1     | Llanelli Town  |

## Finale
| Arbitro: | Tom Owen |

|          |           |                         |
| Poole 8’ | Marcatori | 17’ Holden 54’ Williams |